# Hutanger

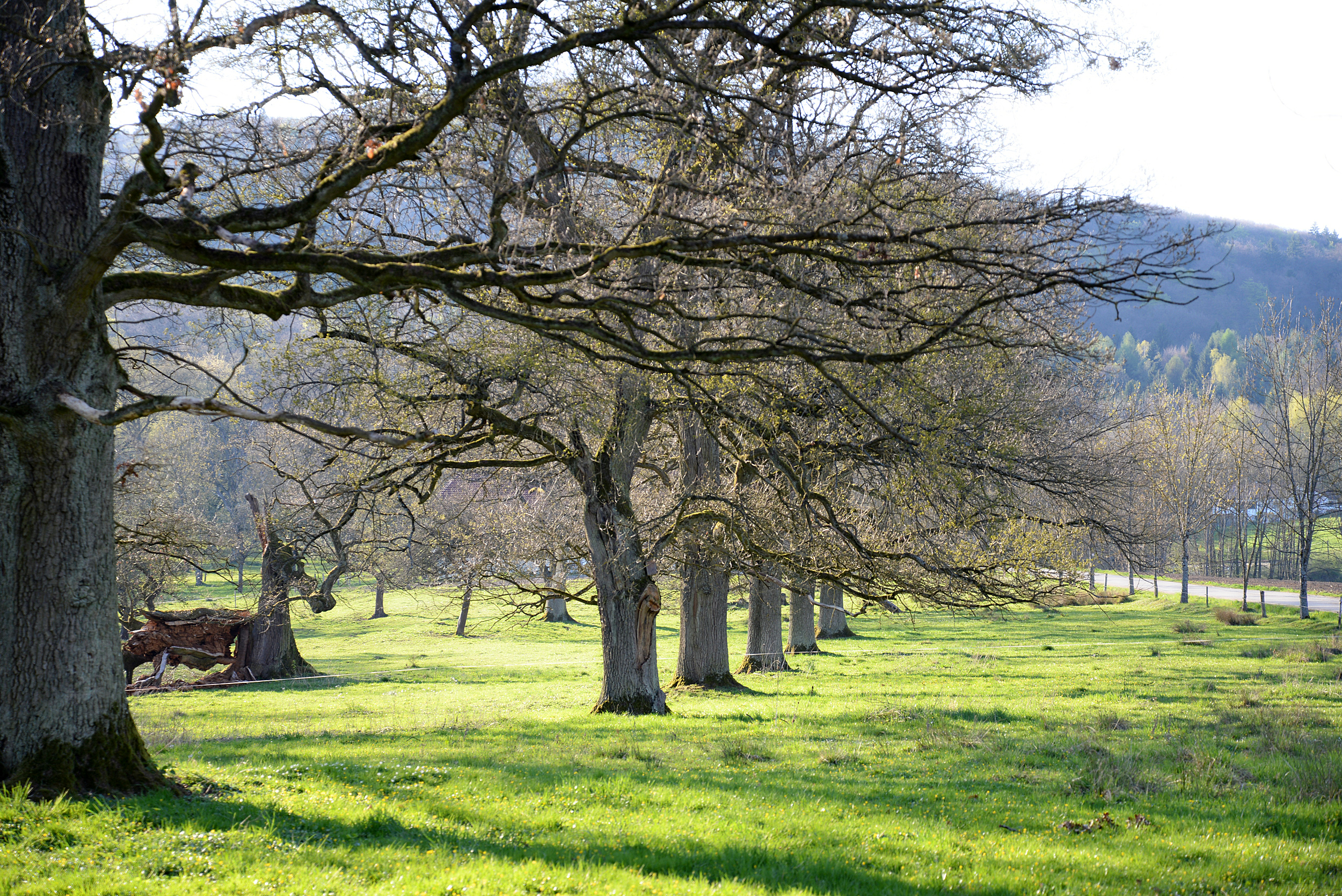
Typischer Hutanger im Nürnberger Land (Altensittenbach)

Der Hutanger ist ein für das Nürnberger Land und die angrenzenden Gebiete typischer Begriff für altes Weideland, das von den Rindern einer Dorfgemeinschaft beweidet wurde und früher zu den Allmenden gehörte. Ein Dorfhirte wurde eigens von der Gemeinde zum Hüten und Versorgen der Tiere angestellt. Als Hutanger wird somit eine traditionelle, bayerische Landnutzungsform bezeichnet, die heute ein historisches und landschaftsbildprägendes Kulturlandschaftselement darstellt.

## Begriff
Der Begriff Hutanger setzt sich aus dem Wort Hut und dem Terminus Anger zusammen.
- Hut – kommt von hüten, behüten, Tiere hüten –  wie auch in Hute (Hude), Hutung, Hutewald, Hutweide
- Anger – althochdeutsch angar, westgermanisch angraz bedeutet wildes, ungepflügtes Grasland

Im Bereich der Windsheimer Bucht und am Rande des südlichen Steigerwalds wird der Begriff (Hut-) Wasen verwendet. Hutung, Hute, Hude und Gemein werden als synonyme Begriffe gebraucht.
Daneben ist der Terminus Espan im süddeutschen Raum für dorfnahe Weideflächen üblich, die ohne Hirten mit Vieh beweidet wurden. Alte Flurnamen zeugen von dieser historischen Landnutzungsform.

## Charakteristik

### Allgemeines

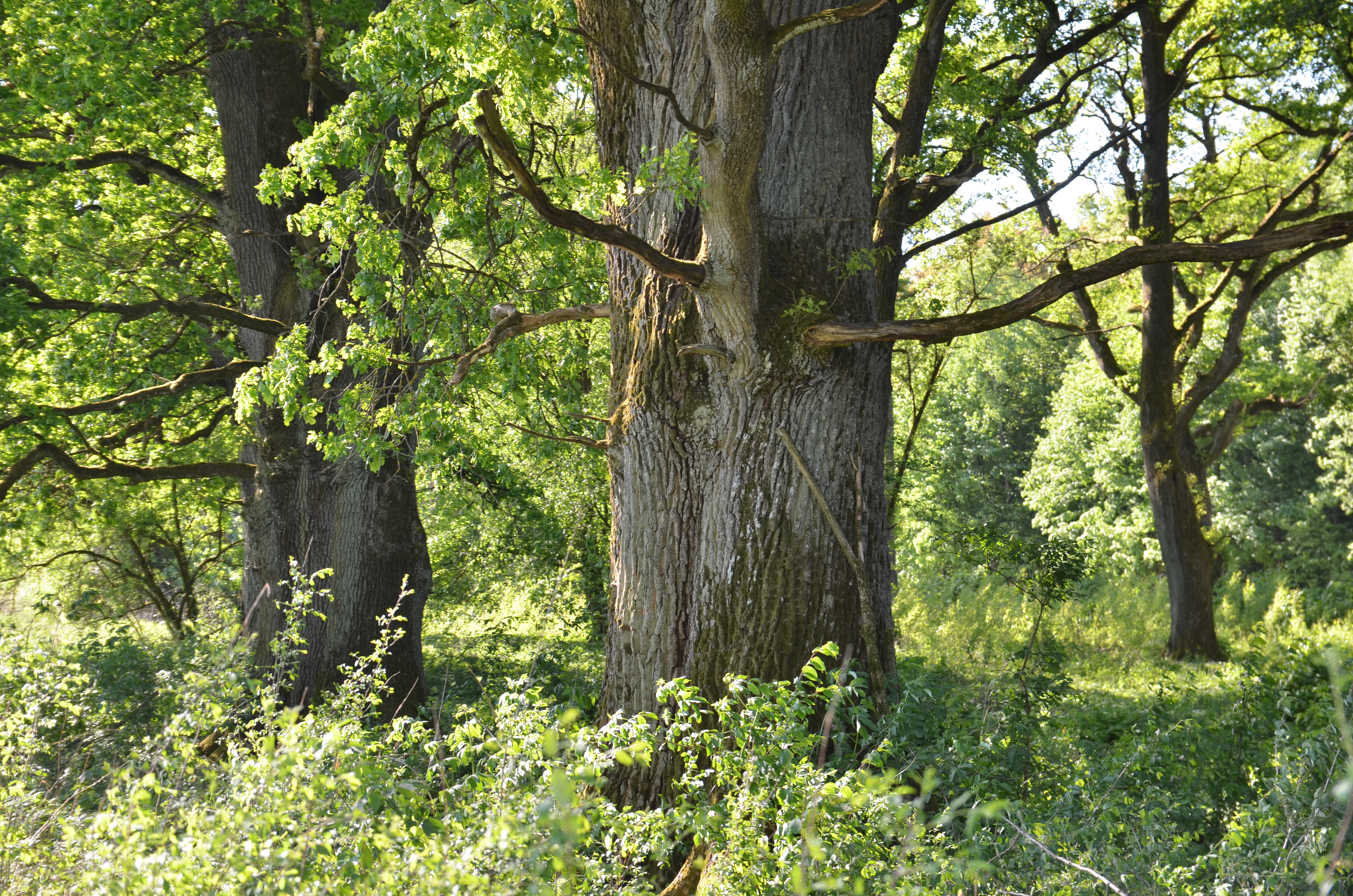
Alteichen-Hutanger bei Penzenhofen im Nürnberger Land

Heute sind die Flächen meist an alten, parkartig verteilten Bäumen zu erkennen. Sie zählen zu den kulturlandschaftlichen Höhepunkten Bayerns und sind Zeugen der einstigen fränkischen Hirtenkultur.
Die Hutangerflächen wurden vor allem mit Rindern beweidet, aber auch Schafe, Ziegen, Pferde, Schweine und Gänse wurden auf den Weideflächen gehalten. Das Grünland war zumeist mit Eichen bestanden, seltener mit Obstbäumen, Buchen, Linden, Fichten oder Kiefern.

### Typen
Die Hutanger können in verschiedene Typen untergliedert werden. Die Differenzierung ergibt sich aus dem unterschiedlichen Charakter der Angerflächen aufgrund ihrer kleinregionalen Bindung.

#### Unregelmäßiger Alteichen-Hutanger

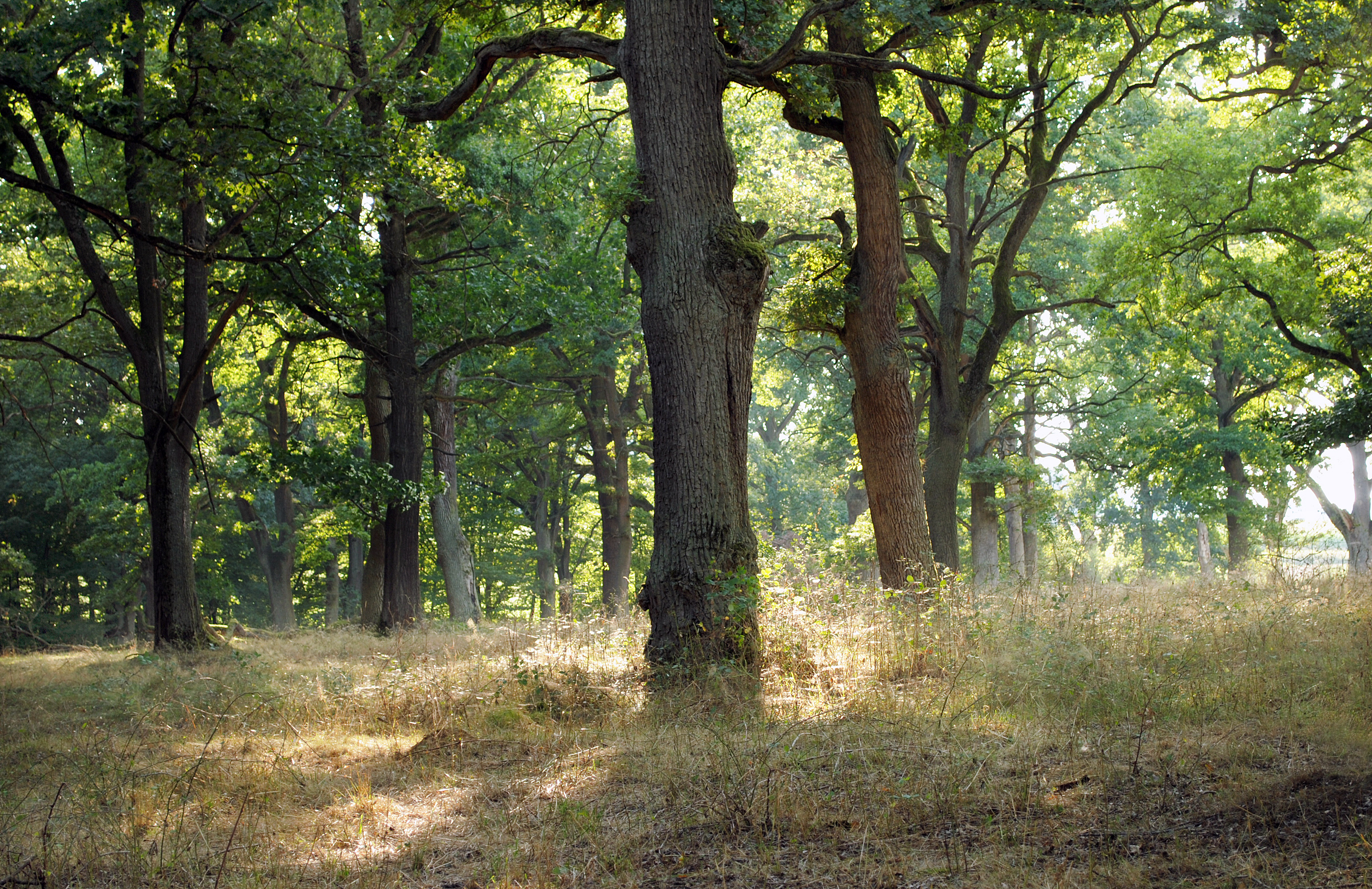
Unregelmäßiger Alteichen-Hutanger bei Krönhof

Dieser Angertypus umfasst unregelmäßig mit Alteichen überschirmte Hutanger, welche überwiegend in Kombination mit anderen Gehölzen wie Weidbuchen, Weide-Hainbuchen, Feldulmen, Birken, Fichten und Obstbäumen durchsetzt sind.
Sie entstanden meist aus dorfnahen und offenen Weideflächen oder seltener aus der historischen Nutzung des Waldes.

#### Regelmäßiger Eichen-Hutanger
Dieser Hutangertypus zeichnet sich durch seine planmäßige Anlage der Gehölze aus. Im 19. Jahrhundert wurden die Bäume mit regelmäßiger Struktur zur Erzielung einer optimalen Eichelmast gepflanzt. Die Baumpflanzung erfolgte in regelmäßigen Abständen, wobei das Pflanzgut gleichaltrig war. Dieser Angertypus weist eine enge Verwandtschaft zu Streuobstwiesen auf. Die gezielte und planmäßige Pflanzung von Einzelbäumen ist ab der zweiten Hälfte des 20. Jahrhunderts hinreichend belegt.

#### Fichten-Hutanger

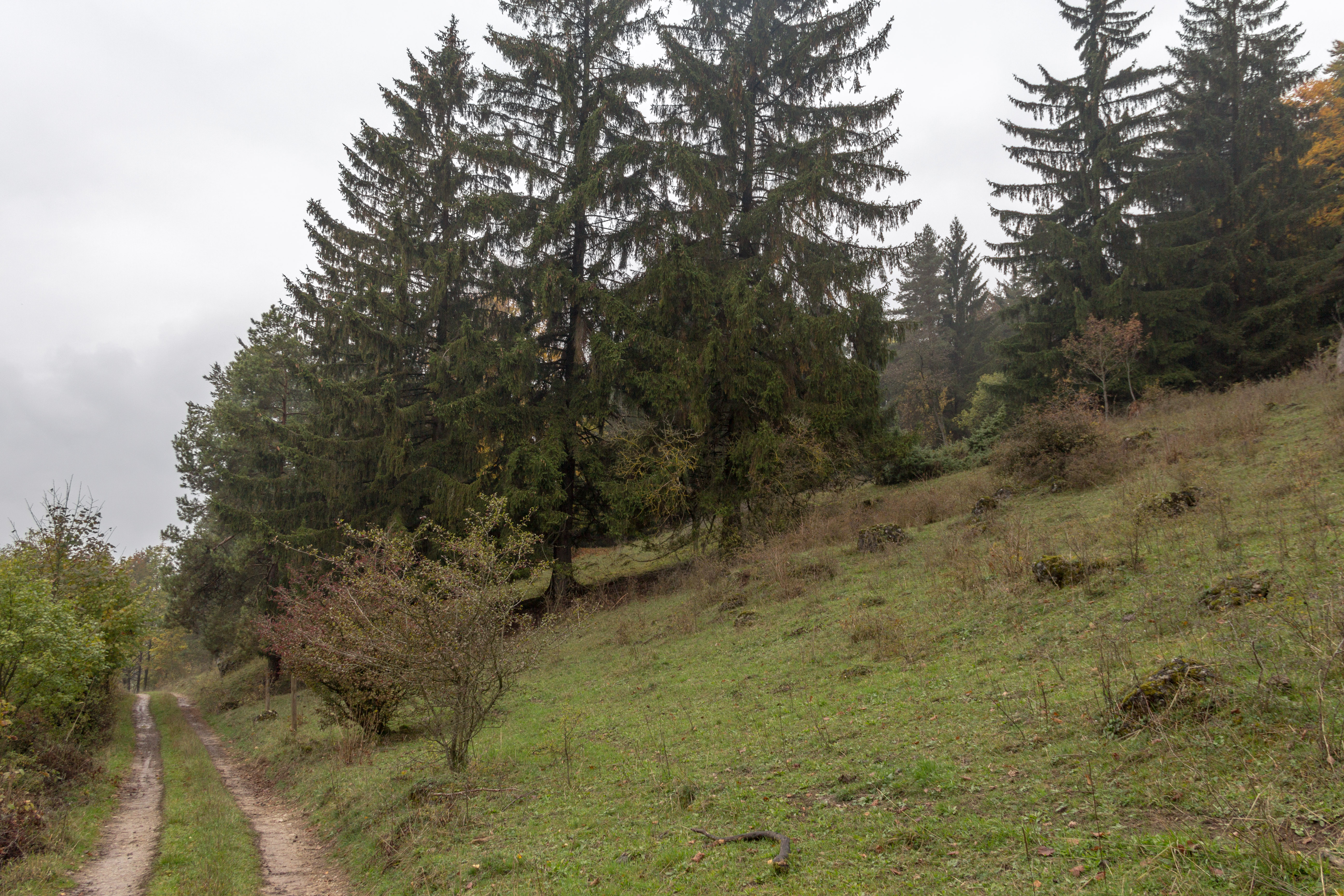
Fichten-Hutanger in Heuchling (Heuchlinger Anger)

Auf den Hochflächenspornen der südlichen Frankenalb wurden bereits vor Jahrhunderten freistehende und tiefbeastete Schirmfichten angepflanzt, diese bilden den Typus des Fichten-Hutangers.
Beispiel:
- Heuchlinger Anger (Landkreis Nürnberger Land)

#### Gemischter Hutanger

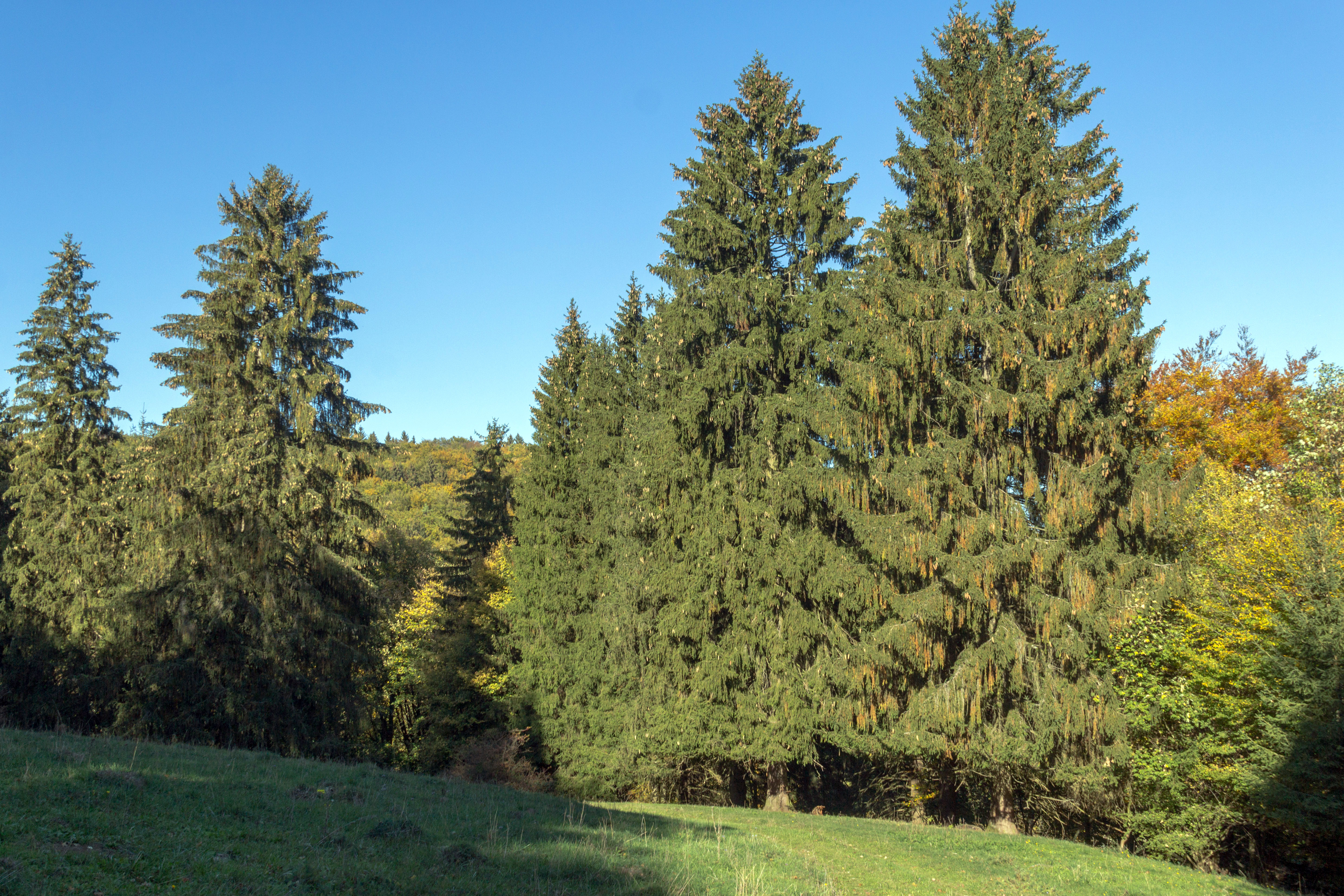
2018 Hinterhaslacher Hutanger 03

Gemischte Hutbaumensembles entstanden auf den Jura-Schafheiden und bestanden aus Weidbuchenbeständen, welche Beimischungen von Birken, Kiefern, Fichten, Vogelbeeren, Hainbuchen, Linden und Eschen aufweisen.
Beispiele:
- Klingenhofer Hutanger – Gemischter Hutanger auf einer Jurahochfläche zwischen Weißenbrunn und Offenhausen in der Gemarkung Püscheldorf (geschützter Landschaftsbestandteil im Landkreis Nürnberger Land)[3]
- Hinterhaslacher Hutanger (geschützter Landschaftsbestandteil im Landkreis Nürnberger Land)[4]

#### Obstanger
Bei diesem Angertypus handelt es sich um Obstbaumbestände, die auf Hutangern meist in Hanglagen angelegt wurden. Bereits im 16. Jahrhundert existierten Obstbäume auf Baumweiden, welche bis in das 18. Jahrhundert aus wildem Obst bestanden. Ab dem 19. Jahrhundert fand eine gezielte Anpflanzung von kultivierten Obstbäumen statt. Die Anpflanzung von Obstbäumen wurde meist von der Dorfobrigkeit angeregt. Auch die Nutzung des Obstes erfolgte gemeinschaftlich (Allmende). Die Verteilung des Obstes erfolgte nach unterschiedlichen Regularien. Entweder wurde das Obst an die Rechtler der Dorfgemeinschaft verteilt, die Bäume zur Ernte freigegeben, versteigert oder verpachtet. Im Einzelfall durften selbst angepflanzte Bäume lebenslang genutzt werden und gingen nach dem Ableben des Anpflanzenden in das Allgemeingut über.
Beispiel:
- Hersbrucker Alb

#### Tratte
Tratten sind lichte, hainartige Laubbaumbestände mit Berg-Ahorn (Acer pseudoplatanus) als dominierender Baumart sowie Buche, Ulme, Esche und Linde als Nebenbaumart auf zumeist magerem Grünlandunterwuchs. Eine Strauchschicht fehlt oder ist nur spärlich ausgebildet. Diese Weideflächen befanden sich im unmittelbaren oder näheren Siedlungsbereich und umfassten meist weniger als ein Hektar Größe. Die Freiflächen garantierten eine öffentliche Wegeverbindung zwischen den Weilern und Höfen. Sie waren früher in landesherrlichem Besitz.
Die Beweidung der Trattenflächen erfolgte vor und nach dem Almabtrieb, im Frühjahr und Herbst. Die Bauern besaßen zudem die Nutzungsrechte zum so genannten Schwenden. Unter dem Begriff wird die Beseitigung des Jungwuchses unter den lichten Baumbeständen verstanden. Somit wurden die Weideflächen offen gehalten. Häufig wurden die Weideflächen einmal im Jahr im Spätsommer vor dem Laubfall gemäht. Somit wurde die herbstliche Laubstreugewinnung, das so genannte Laabrecheln erleichtert. Berg-Ahorn weist ein leicht zersetzbares Laub auf, welches dadurch für die Laubstreunutzung besonders gut geeignet ist. Die dicken Stämme des Berg-Ahorns wurden zudem für das heimische Holzhandwerk benötigt. Der Wechsel der Nutzungsarten Laubstreugewinnung, Mahd, Weide und Holzgewinnung auf den Trattenflächen stellt eine regionaltypische Anpassung an die spezifischen Standortbedingungen des Berchtesgadener Landes dar. Aufgrund der wenigen Ackerflächen musste der Mangel an Stroh kompensiert werden. Auch gab es kaum Streuwiesen mit nutzbares Feuchtgrünland. Die charakteristische Dreifachnutzung der baumbestandenen Freiflächen überdauerte Jahrhunderte und wird lokal im Berchtesgadener Raum noch heute als Anpassung an das alpine Gelände und das raue Klima betrieben.
Beispiel:
- Scheffauer Tratte – Tratten als typisches Element der bäuerlichen Kulturlandschaft sind auf den Berchtesgadener Raum (Berchtesgaden, Bischofswiesen, Ramsau bei Berchtesgaden und Schönau am Königssee) beschränkt.[10]

### Landschaftliche Ausstattungsmerkmale
Hutanger können unterschiedliche landschaftliche Ausstattungsmerkmale aufweisen:
- Triftweg (Viehtriebweg),
- Viehtränken und Viehrastplätze mit Schatten spendenden Gehölzbeständen,
- Spurenfächer,
- Lesesteinwälle (Steinriegel) als Begrenzung zu Nachbarallmenden und -gemarkungen,
- Feldgehölzhecken, Heckenzüge und
- Gräben oder Landwehre.[2]

### Flora und Fauna
Die Hutanger beherbergen wertvolle Lebensräume für viele seltene Tier- und Pflanzenarten. Die höchste Biodiversität weisen diejenigen Hutanger auf, welche ein vielfältiges Mosaik an sonnenexponierten Offenlandflächen und beschatteten Standorten bieten. Totholzbewohnende Käfer (Xylobionte) wie Eremit (Osmoderma eremita), Hirschkäfer (Lucanus cervus) und Heldbock (Cerambyx cerdo) besiedeln Höhlen in den Laubbäumen der Hutanger und verwenden diese als Brutbäume. Der Distelfalter (Vanessa cardui) findet auf dem mageren Grünland (Trockenrasen) dieser halboffenen Kulturlandschaft geeignete Lebensbedingungen. Auch der Mittelspecht (Dendrocopos medius) nutzt die alten Biotopbäume als Lebensraum. Alteichen mit rauer Borke, hohem Anteil an Kronentotholz und Faulstellen bieten geeignete Habitate für die gefährdete Spechtart. Der Wendehals (Jynx torquilla) brütet in den Spechthöhlen und besetzt diese ökologische Nische.

## Verbreitung
In ganz Bayern waren Hutanger seit dem Mittelalter verbreitet. Im Landkreis Nürnberger Land liegt der Schwerpunkt der erhaltenen Flächen. Der Kernraum des Verbreitungsgebiets ist die Hersbrucker Alb. Dieser Bestand an Hutangern ist deutschlandweit einzigartig.
Im westlichen Mittelfranken sind ebenfalls nennenswerte Bestände dieses historischen Kulturlandschaftselements zu finden, drei Kulturlandschaftsräume weisen noch Hutanger auf:
- Südlicher Steigerwald mit Vorland,
- Frankenhöhe und
- Windsheimer Bucht.[2]

## Geschichte
Seit dem Hochmittelalter bis in das 19. Jahrhundert wurden die landwirtschaftlichen Nutzflächen in Flur- und Allmendbereiche unterschieden.
Die Flur stellt eine parzellierte landwirtschaftliche Nutzfläche zumeist im Privatbesitz dar. Hingegen umfasst die Allmende gemeinschaftlich genutzte Wirtschaftsflächen, welche beweidet wurden oder der Streunutzung dienten. Die Nutzung der Allmenden erfolgte durch Berechtigte und nicht durch eine besitzmäßige Zuordnung.
Als Allmenden wurden neben den klassischen Dorfangern sowie Gemeindeangern in der Flussaue auch Hutanger genutzt, welche in der Flur verteilt waren.
Im Zuge der Dreizelgenwirtschaft (Dreifelderwirtschaft) waren Nutztiere des Dorfes wie beispielsweise Rinder, Schweine, Gänse und Schafe durch Hutzwang nur auf gemeinschaftlich organisierten Hut-Viehweiden des Dorfes zu führen. Die Nutztiere mussten zumindest während der Kernzeiten der Vegetationsperiode gemeindlich bestellten Hirten übergeben werden und durften nicht individuell von jedem Viehhalter für sich geweidet werden. Das Schwerpunktgebiet der ungeregelten Hut-Viehweiden waren Anger aus Grünland, welche meist dorfnahes und besseres Weideland umfasste. Mit der Einführung der verbesserten Dreizelgenwirtschaft durch Abschaffung des Hutzwangs im Zeitraum von etwa 1770 bis 1850 veränderte sich das Bild der mitteleuropäischen Kulturlandschaften grundlegend. Als Folge dessen sind in Mitteleuropa die meisten Hutanger im 18. und 19. Jahrhundert verloren gegangen, obwohl diese Landnutzungsform teilweise über Jahrhunderte lang ausgeübt wurde.

## Heutige Situation

### Hersbrucker Alb
Auf der Hersbrucker Alb gibt es noch etwa 120 Hutanger mit einer Gesamtfläche von rund 500 Hektar. Knapp ein Viertel nehmen Eichenanger ein, ungefähr 60 Hektar stellen Obstanger dar.

### Landkreis Neustadt a.d.Aisch-Bad Windsheim
Die Mehrzahl der Hutanger im Landkreis Neustadt a.d.Aisch-Bad Windsheim stellen Hutungen dar, welche zur Eichelmast in der Mitte des 19. Jahrhunderts angelegt worden sind. Die Durchschnittsgröße beträgt rund 3 Hektar und mit wenigen Ausnahmen ist die Ausdehnung unter 10 Hektar. Zwei größere Standorte sind aus der mittelalterlichen Waldweide entstanden. Der Weigenheimer Schimmel im Steigerwald nimmt mit über 28 Hektar den Charakter von Hutelandschaften ein.

### Gefährdungen
Die vielfach betriebene Aufteilung der Allemendeflächen war die Hauptursache für das Verschwinden dieses Angertypus. Die unrentable Bewirtschaftung der Standorte hat im 20. Jahrhundert dazu geführt, dass viele Hutanger auch in Bayern aufgelassen wurden und zugewachsen sind, sich als Hochwald entwickelt haben oder durch Aufforstungsmaßnahmen zerstört wurden. Siedlungserweiterungen und Intensivierungen der Landwirtschaft haben die einst ausgedehnten Bestände dieses Kulturlandschaftstyps zersplittert und erheblich dezimiert.

## Sonstiges
In Hersbruck befindet sich das Deutsche Hirtenmuseum.

## Bilder

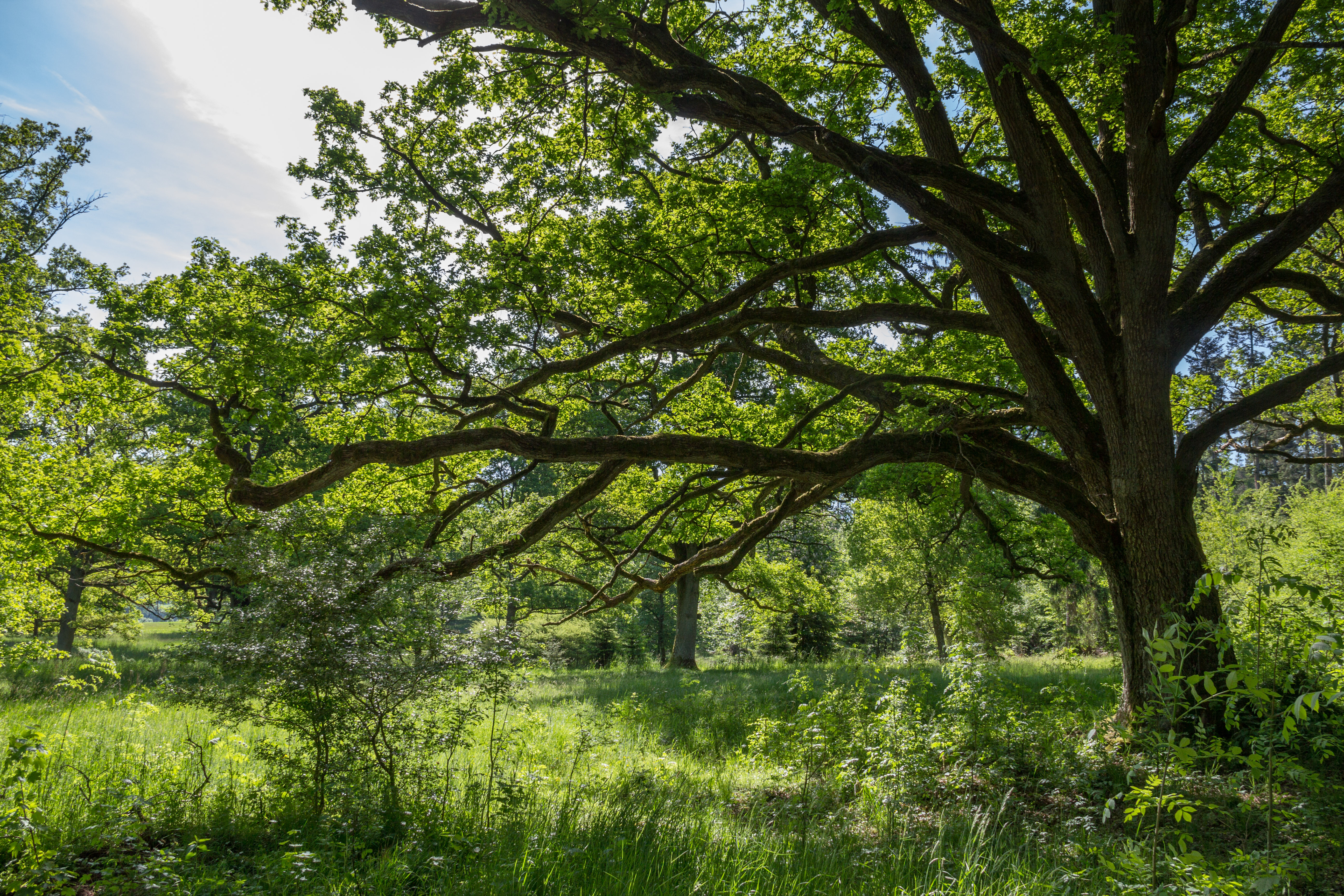
Mühlschlag Anger bei Engelthal
Klingenhofer Anger
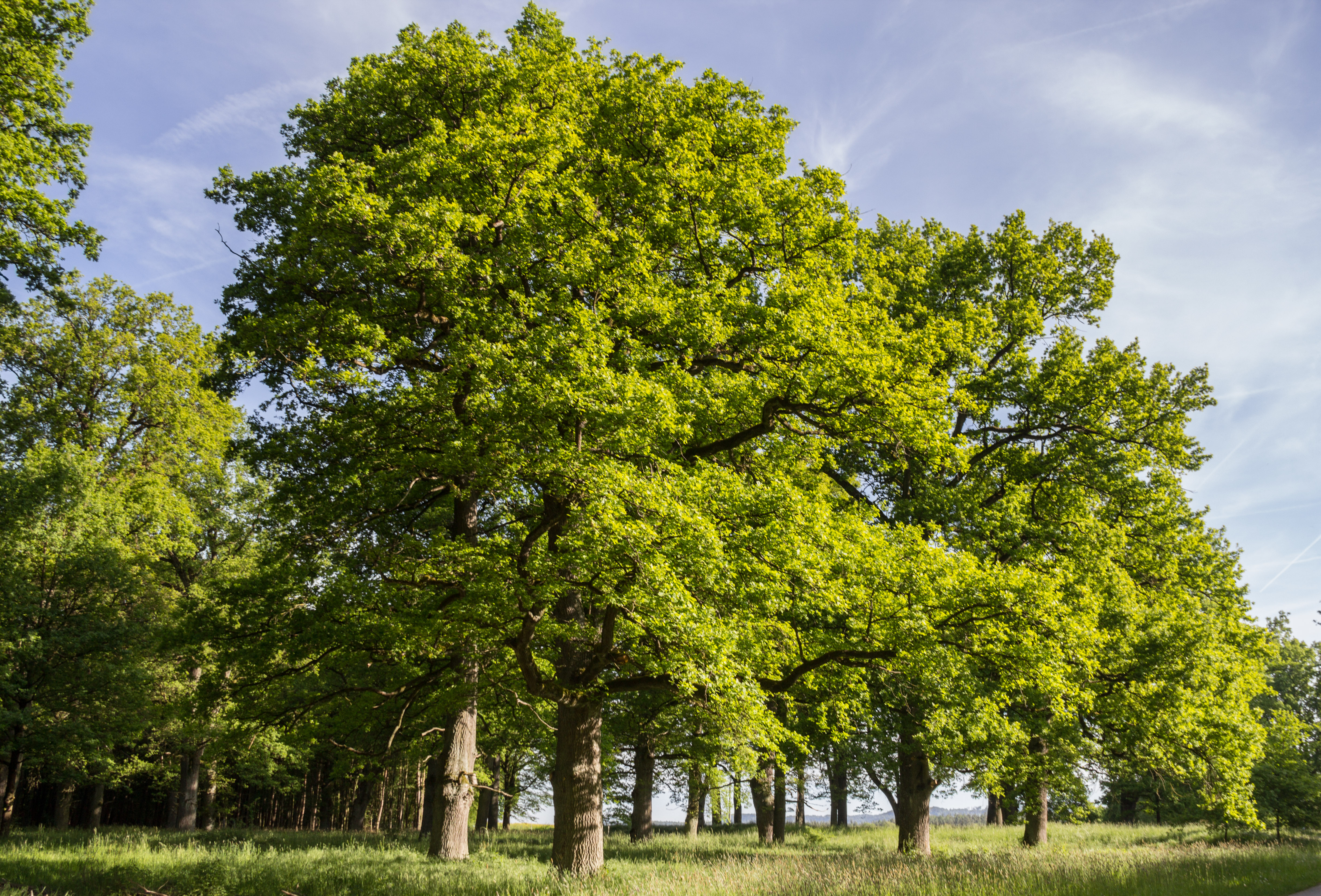
Eichenanger bei Krönhof